# Team Coop-Repsol
Das Team Coop-Repsol ist ein norwegisches Radsportteam mit Sitz in Sandnes.

## Organisatio und Geschichte
Die Mannschaft wurde 2004 gegründet und nimmt seit 2005 als UCI Continental Team an den UCI Continental Circuits teil, vorrangig an Rennen der UCI Europe Tour. Die Fahrer kommen fast ausschließlich aus den skandinavischen Ländern. Sponsor war bis 2011 die norwegische Bank Sparebanken Vest. Seit 2015 ist die norwegische Supermarktkette Coop Hauptsponsor.
2021 fusionierte das Team mit dem damaligen Frauenradsportteam Coop-Hitec Products, seit der Saison 2024 starten Frauen- und Männerteam unter demselben Namen Team Coop-Repsol. 
Wiederholt schafften Fahrer des Teams den Sprung in ein Profiteam, überwiegend zum norwegischen Team Uno-X Mobility. Bei der Tour of Austria 2024 stürzte André Drege auf der 4. Etappe auf der Abfahrt von der Großglockner-Hochalpenstraße nach Heiligenblut und zog sich dabei Verletzungen zu, denen er noch am Unfallort erlag.

## Saison 2025
Mannschaft
| Teamkader 2025          | Teamkader 2025    | Teamkader 2025 | Teamkader 2025                      |
| Name                    | Geburtsdatum      | Land           | Vorheriges Team                     |
| ----------------------- | ----------------- | -------------- | ----------------------------------- |
| Karsten Larsen Feldmann | 28. März 2003     | Norwegen       | Stavanger Sykleklubb (2021)         |
| Eivind Broholt Fougner  | 2. März 2003      | Norwegen       | Lillehammer Cykleklubb (2023)       |
| Storm Ingebrigtsen      | 17. Februar 2005  | Norwegen       |                                     |
| Kalle Kvam              | 27. Februar 2003  | Norwegen       |                                     |
| Johan Ravnøy            | 23. November 2003 | Norwegen       |                                     |
| Anton Stensby           | 17. Januar 2001   | Norwegen       | Tønsberg CK Elite (2022)            |
| Magnus Sørbø            | 21. März 2002     | Norwegen       | Team Ringerikskraft (2023)          |
| Halvor Utengen Sandstad | 23. Januar 2005   | Norwegen       |                                     |
| Eirik Vang Aas          | 13. Januar 2002   | Norwegen       | Idrettslaget Stjørdals-Blink (2024) |
| Magnus Wæhre            | 2. Mai 2002       | Norwegen       | Team Ringerikskraft (2022)          |
|                         |                   |                |                                     |
| Quelle: ProCyclingStats |                   |                |                                     |

Erfolge
| Siege | Siege  | Siege | Siege  | Siege  | Siege |
| Datum | Rennen | Staat | Klasse | Sieger |       |
| ----- | ------ | ----- | ------ | ------ | ----- |

## Erfolge pro Saison
| Rennserie                 | 2005 | 2006 | 2007 | 2008 | 2009 | 2010 | 2011 | 2012 | 2013 | 2014 | 2015 | 2016 | 2017 | 2018 | 2019 | 2020 | 2021 | 2022 | 2023 | 2024 |
| ------------------------- | ---- | ---- | ---- | ---- | ---- | ---- | ---- | ---- | ---- | ---- | ---- | ---- | ---- | ---- | ---- | ---- | ---- | ---- | ---- | ---- |
| UCI ProSeries             | -    | -    | -    | -    | -    | -    | -    | -    | -    | -    | -    | -    | -    | -    | -    | -    | -    | -    | -    | -    |
| UCI Continental Circuits  | 1    | 5    | -    | 1    | 1    | 2    | 1    | 2    | 1    | -    | 5    | 2    | 5    | 5    | 6    | 1    | 7    | 7    | 2    | 8    |
| nationale Meisterschaften | 3    | -    | -    | -    | -    | 1    | -    | -    | -    | 1    | -    | -    | -    | -    | -    | -    | 1    | -    | -    | -    |

## Platzierungen in UCI-Ranglisten
UCI-Weltrangliste
| World Ranking | World Ranking | World Ranking                       | World Ranking |
| Jahr          | Teamwertung   | Einzelwertung                       |               |
| ------------- | ------------- | ----------------------------------- | ------------- |
| 2016          | —             | Krister Hagen (381. )               |               |
| 2017          | —             | August Jensen (113. )               |               |
| 2018          | —             | Gustav Höög (479. )                 |               |
| 2019          | 122.          | Trond Trondsen (656. )              |               |
| 2020          | 63.           | Jacob Eriksson (499. )              |               |
| 2021          | 49.           | Kristian Aasvold (278. )            |               |
| 2022          | 64.           | Andreas Stokbro (340. )             |               |
| 2023          | 97.           | Cedrik Bakke Christophersen (453. ) |               |
| 2024          | 101.          | André Drege (508. )                 |               |
|               |               |                                     |               |
| Quelle: UCI   |               |                                     |               |

UCI Europe Tour
| Saison | Mannschaftswertung | Fahrerwertung               |
| ------ | ------------------ | --------------------------- |
| 2005   | 56.                | Morten Hegreberg (287.)     |
| 2006   | 56.                | Martin Prázdnovský (62.)    |
| 2007   | 84.                | Stian Remme (401.)          |
| 2008   | 96.                | Stian Remme (408.)          |
| 2009   | 70.                | Christer Rake (387.)        |
| 2010   | 58.                | Michael Stevenson (105.)    |
| 2011   | 60.                | Roy Hegreberg (229.)        |
| 2012   | 81.                | Sven Erik Bystrøm (246.)    |
| 2013   | 65.                | Fredrik Strand Galta (349.) |
| 2014   | 44.                | Sven Erik Bystrøm (36.)     |
| 2015   | 45.                | Fredrik Strand Galta (83.)  |
| 2016   | 48.                | Krister Hagen (187.)        |
| 2017   | 28.                | August Jensen (24.)         |
| 2018   | 44.                | Gustav Höög (274.)          |